# Svetislav Pešić
Svetislav Pešić (serbisch-kyrillisch Светислав Пешић; * 28. August 1949 in Novi Sad, SFR Jugoslawien) ist ein serbischer Basketballtrainer und ehemaliger -spieler.

## Karriere
Als Spieler konnte Pešić seine größten Erfolge beim KK Bosna Sarajevo erzielen, mit dem er 1978 jugoslawischer Meister und Pokalsieger sowie 1979 Europapokalsieger der Landesmeister unter Trainer Bogdan Tanjević wurde. Pešić blieb im Endspiel des Landesmeisterwettbewerbs im April 1979 ohne Punkte. Sein Höchstwert in einem Spiel der vorangegangenen, mit sechs Mannschaften ausgetragenen Endrunde waren sechs Punkte.
Nach seiner Karriere als Spieler wurde Pešić in der Saison 1981/82 zunächst Sportdirektor bei KK Bosna. Von 1982 bis 1987 trainierte er den Verein, bei dem er auch schon als Spieler gewirkt hatte. 1983 wurde er als Trainer jugoslawischer Meister und 1984 Pokalsieger. Zugleich trainierte er in jenen Jahren jugoslawische Jugendnationalmannschaften. Nach vorausgegangenen EM-Siegen wurde unter seiner Regie 1987 die U-19-Basketball-Weltmeisterschaft gewonnen. Bei diesem Triumph wurde zum ersten Mal eine US-amerikanische Auswahl unter gleichen Voraussetzungen bezwungen, da die Niederlagen von US-amerikanischen Herrenauswahlmannschaften bei Basketball-Weltmeisterschaften und Olympischen Spielen zuvor ohne die Teilnahme von NBA-Profis zustande kamen.
Nach diesen Erfolgen verpflichtete ihn der Deutsche Basketball Bund (DBB) als Nationaltrainer. Der DBB hatte 1987 zunächst den ehemaligen Bundestrainer Branimir Volfer als Vermittler vorgeschickt, um Pešić die Aufgabe in Deutschland schmackhaft zu machen. In diesem Amt führte Pešić die deutsche Nationalmannschaft überraschend zum Gewinn der Basketball-Europameisterschaft 1993, dem ersten internationalen Titel einer deutschen Herrennationalmannschaft. Die Einschätzung, dass der deutsche EM-Triumph völlig unerwartet gekommen sei, teilte er nicht. „Ja, wir haben Geschichte geschrieben. Aber so eine große Sensation war das auch nicht. Die Mannschaft hat sich über Jahre entwickelt“, sagte er rückblickend. In der Vorbereitung auf die EM 1993 dachte er über einen sofortigen Rücktritt als Bundestrainer nach, da auf der Präsidiumssitzung des Deutschen Basketball-Bundes entschieden worden war, dass Christian Welp bei dem Turnier zum Einsatz kommen müsse. Da der damals in den USA beschäftigte Centerspieler nur einen Teil der EM-Vorbereitung mit der Mannschaft bestreiten wollte, hatte sich Pešić dafür ausgesprochen, auf Welp zu verzichten. Pešić befragte die übrigen Mannschaftsmitglieder, die einstimmig äußerten, dass Welp trotz verspäteter Anreise dabei sein sollte. Welp war später im EM-Endspiel ein entscheidender Siegfaktor.
Von 1993 an war Pešić Trainer von Alba Berlin. Hier gewann er im zweiten Jahr seiner Verpflichtung den Korać-Cup und somit den ersten Europapokaltitel einer deutschen Vereinsmannschaft. Zudem wurde Alba Berlin unter seiner Regie in den folgenden Jahren viermal Deutscher Meister und zweimal Pokalsieger. Im Rückblick betonte Pešić im Jahr 2000, Alba Berlin sei „nicht nur mein Arbeitgeber gewesen, sondern meine Leidenschaft, meine zweite Familie“.
Im Jahr 2000 verließ Pešić Berlin und trainierte die Nationalmannschaft der Bundesrepublik Jugoslawien, ab 2001 gleichzeitig mit RheinEnergie Cologne. 2001 wurde er mit der Nationalmannschaft erneut Europameister und 2002 Weltmeister.
Es folgten weitere Engagements bei europäischen Spitzenklubs wie dem FC Barcelona (2002–2004), mit dem er 2003 das Triple gewann, bestehend aus Meisterschaft, nationalem Pokal und Euroleague. Es folgten Stationen bei Lottomatica Rom (2004–2006), Akasvayu Girona (2006/07), mit denen er den FIBA EuroCup gewann, Dynamo Moskau (2007/08) und Roter Stern Belgrad (2008/09). Von November 2010 an war Pešić Trainer von ULEB-Eurocup-Gewinner Valencia Basket Club, mit dem er im Viertelfinale der EuroLeague 2010/11 in fünf Spielen gegen den nationalen Konkurrenten Real Madrid ausschied. Zur Saison 2011/12 kehrte er zum neuen Fusionsklub aus KK Roter Stern und KK FMP Železnik nach Belgrad zurück, der einen Gegenpol zum dominierenden serbischen Serienmeister KK Partizan Belgrad bilden sollte.
Ab dem Sommer 2012 übernahm Pešić wieder – vorerst parallel zu seiner Tätigkeit in Belgrad – die deutsche A-Nationalmannschaft der Herren als Bundestrainer. Im Anschluss an die erfolgreiche Qualifikation zur Europameisterschaft verlängerte er seinen Vertrag beim Deutschen Basketball Bund nicht, sondern trat am 27. November 2012 die Nachfolge von Yannis Christopoulos als Cheftrainer des FC Bayern München an, bei dem er einen Vertrag bis Saisonende erhielt. Im März 2013 wurde sein Vertrag vorzeitig um zwei weitere Jahre verlängert. In der Saison 2013/14 wurde er mit den Bayern Deutscher Meister und erreichte in der Euroleague die Runde der besten 16 Mannschaften. Im Frühjahr 2015 verlängerte Pesic seinen Vertrag erneut um zwei Jahre. Am 24. Juli 2016 legte Pešić aus gesundheitlichen Gründen sein Amt nieder. „In einer Fußball-Stadt einen neuen Sport etablieren zu helfen“, habe für ihn eine Extramotivation bedeutet, sagte er auf seine Münchener Zeit zurückblickend. Als Bayern-Trainer lag er teils mit seinem früheren Arbeitgeber Alba Berlin im Streit, betonte aber auch: „Ich habe so gute Erinnerungen an Berlin, an Alba, ich sehe Alba wie mein Baby.“ Pešić hatte insbesondere den Berliner Manager Marco Baldi scharf kritisiert.
Im Februar 2018 kehrte er als Cheftrainer zum FC Barcelona zurück. Bevor der Anruf aus Barcelona kam, dachte Pešić eigener Aussage nach daran, sich anderen Dingen als Basketball zuzuwenden und seine Trainerlaufbahn zu beenden. Anfang Juli 2020 gaben Pešić und der FC Barcelona ihre Trennung bekannt, nachdem er am Vortag mit der Mannschaft im Endspiel des Saisonschlussturniers der Liga ACB verloren hatte. Ende März 2021 gab die FIBA Pešićs Aufnahme in die Ruhmeshalle des Basketballweltverbands bekannt. Die eigentlich bereits für 2020 vorgesehene Aufnahme war aufgrund der COVID-19-Pandemie verschoben worden.
Ende September 2021 wurde er serbischer Nationaltrainer. Bei der Europameisterschaft 2022 schied die mit namhaften Spielern wie Nikola Jokić, Vasilije Micić und Nikola Kalinić besetzte serbische Mannschaft unter Pešićs Leitung im Achtelfinale aus. 2023 führte Pešić Serbien ins Endspiel der Weltmeisterschaft, das gegen Deutschland verloren wurde. Bei den Olympischen Sommerspielen 2024 traf er mit Serbien im Spiel um den dritten Platz wieder auf Deutschland und gewann mit 93:83. Im September 2024 wurde das Ende seiner Amtszeit als serbischer Nationaltrainer vermeldet. Pešić wollte seine Arbeit nicht fortsetzen, ließ sich aber vom neuen Vorstand des serbischen Basketballverbands überreden, im Amt zu bleiben.

## Arbeitsweise

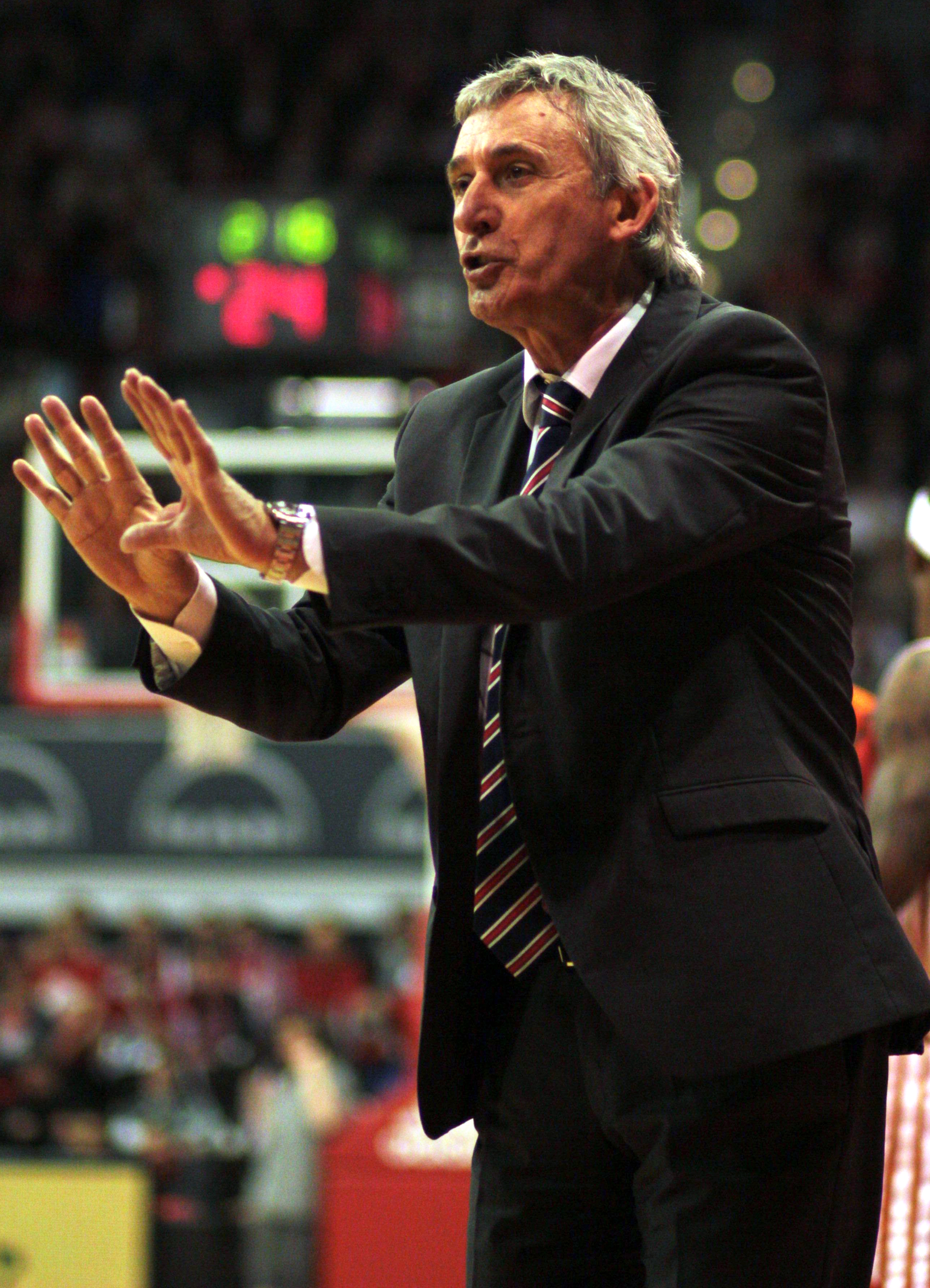
Svetislav Pešić, 2013

Eines seiner wichtigsten Erfolgsgeheimnisse war, dass Pešić es verstand, Druck auf seine Spieler und das Umfeld auszuüben, womit er seine Mannschaften zu Leistung antrieb. Stephan Baeck, der unter Pešić 1993 Europameister wurde, sagte über den Trainer: „Wenn Svetislav sagt ‚spring!‘, dann frag nicht ‚warum?‘, sondern höchstens ‚wie hoch?‘“ Von seinen Schützlingen erhielt Pešić den Spitznamen „Der Alte“. Der Basketball-Journalist Thomas Pletzinger schätzte Pešić in der Chronik „25 Jahre Alba Berlin“ als „fordernder und streitlustiger Neuerfinder des deutschen Basketballs“ ein.
Er trainierte seine Mannschaften mit „harter Hand“, anlässlich seines 70. Geburtstages bezeichnete die Berliner Morgenpost Pešić als einen „Basketballtrainer, der polarisiert“. Pešić wird der Ausspruch zugeschrieben, das Spitzensportgeschäft sei „zu 20 Prozent Freud und zu 80 Prozent Leid“. Trotz seines oft lauten und harten Umgangs mit seinen Spielern in Mannschaftsbesprechungen, im Training und im Spiel habe er immer versucht zu zeigen, dass er jede Persönlichkeit respektiere. Mit seinen ehemaligen Spielern habe er ein gutes Verhältnis und sei mit diesen eigener Aussage nach „für alle Zeiten“ befreundet, betonte Pešić im Dezember 2019. Über die Entwicklung seines Umgangs mit Spielern und seinen Einsatz für die Sportart äußerte er 2019: „Wenn du Basketball lebst, 24 Stunden, dann ist es sehr schwer, sozusagen ruhig zu werden.“ Pešić setzt bei seinen Mannschaften meist auf eine Pressverteidigung und schnelles Umschalten von Verteidigung auf Angriff. „Das war immer mein Basketball“, seine Philosophie habe sich im Laufe der Jahre kaum verändert, sagte er im Dezember 2019.

## Sonstiges
Pešić besitzt die serbische und deutsche Staatsbürgerschaft.
Pešićs Sohn Marko Pešić war ebenfalls als Basketballspieler aktiv und spielte in der deutschen Nationalmannschaft. Pešić junior spielte auch für Alba Berlin und Lottomatica Rom, die von Pešić senior trainiert wurden.

## Erfolge als Spieler
- Europapokal der Landesmeister: 1979 mit KK Bosna Sarajevo
- Jugoslawischer Meister: 1978 mit KK Bosna Sarajevo
- Jugoslawischer Pokalsieger: 1978 mit KK Bosna Sarajevo

## Erfolge als Trainer

### Als Nationalmannschaftstrainer
- Weltmeister: 2002 mit Jugoslawien
- Europameister (2): 1993 mit Deutschland und 2001 mit Jugoslawien
- Weltmeister mit den jugoslawischen Junioren: 1987
- Vizeweltmeister: 2023 mit Serbien
- Dritter der Olympischen Sommerspiele 2024

### Als Vereinstrainer
- Triple Crown: 2003 mit FC Barcelona
- EuroLeague: 2003 mit FC Barcelona
- Korać-Cup: 1995 mit Alba Berlin
- FIBA EuroCup: 2007 mit Akasvayu Girona
- Deutscher Meister (5): 1997, 1998, 1999, 2000 mit Alba Berlin und 2014 mit FC Bayern München
- Deutscher Pokalsieger (2): 1997, 1999 mit Alba Berlin
- Jugoslawischer Meister: 1983 mit KK Bosna Sarajevo
- Jugoslawischer Pokalsieger: 1984 mit KK Bosna Sarajevo
- Spanischer Meister (2): 2003, 2004 mit FC Barcelona
- Spanischer Pokalsieger: 2003 mit FC Barcelona

## Auszeichnungen
- 1998: Verdienstorden des Landes Berlin
- Bundesliga-Trainer des Jahres: 1996, 1998 und 1999
- 2020: Aufnahme in die FIBA-Ruhmeshalle[18]